# Kerstin Jonasson
Kerstin Jonasson, född den 29 augusti 1941 i Stockholm, död den 11 september 2019 i Stockholm, var en svensk professor i romanska språk, särskilt franska, vid Uppsala universitet.
Jonasson studerade vid Stockholms universitet (fil.mag. 1965) där hon också disputerade 1977. Hon var efter det verksam som lärare och forskare vid samma lärosäte fram till 1994, då hon utnämndes till professor i romanska språk, särskilt franska, vid Uppsala universitet. Hennes forskning fokuserade på språklig referens och översättning, något som prisbelöntes av Kungliga vitterhetsakademien 2014. Jonasson var även prodekanus för den språkvetenskapliga fakulteten vid Uppsala universitet och ordförande för Svenska Wagner-sällskapet.
Kerstin Jonasson gifte sig 1978 med redaktören och översättaren Stig Jonasson (född 1934).